# Manville (Nueva Jersey)
Manville es un borough ubicado en el condado de Somerset en el estado estadounidense de Nueva Jersey. En el año 2010 tenía una población de 10,344 habitantes y una densidad poblacional de 1,616 personas por km².

## Geografía
Manville se encuentra ubicado en las coordenadas 40°32′20″N 74°35′36″O / 40.53889, -74.59333.

## Demografía
Según la Oficina del Censo en 2000 los ingresos medios por hogar en la localidad eran de $51,258 y los ingresos medios por familia eran $61,151. Los hombres tenían unos ingresos medios de $40,902 frente a los $32,030 para las mujeres. La renta per cápita para la localidad era de $23,293. Alrededor del 3.8% de la población estaba por debajo del umbral de pobreza.